# Les noces
Les noces (en rus: Свадебка, Svadebka) és un ballet i una peça orquestral de concert composta per Ígor Stravinski per a percussió, pianistes, cor i solistes vocals.
El compositor li va donar un títol descriptiu: "Escenes coreografiades amb música i veus". Tot i que la composició va ser pensada com una obra per a ballet, sovint s'interpreta com a peça de concert sense ball. Va ser estrenada sota la direcció musical d'Ernest Ansermet amb els Ballets Russos i una coreografia de Bronislava Nijinska, el 13 de juny de 1923, a París. Al llarg del temps s'han interpretat diverses versions de la partitura, substituint percussió i pianos per una orquestra o fent servir pianoles segons una versió de l'obra que Stravinski va abandonar sense completar.

## Composició
Stravinski va començar a escriure el ballet l'any 1913 i el va completar com una breu partitura cap a l'octubre de 1917. Va escriure el llibret utilitzant les lletres russes de cançons de noces, agafades principalment de les cançons que va recollir Piotr Kireevski i que publicar el 1911. Durant el llarg període de gestació de l'obra la seva orquestració va canviar dramàticament. Stravinski havia pensat inicialment en emprar una orquestra simfònica gran, similar a la de la Consagració de la Primavera. Més tard va anar passant per diferents punts de vista sobre l'orquestració, incloent a l'ús d'instruments de rotlle sincronitzats, com ara la pianola, però va decidir abandonar aquesta versió, parcialment completada, perquè l'empresa de pianos parisenca Pleyel et Cie s'havia retardat en la construcció d'un címbal de doble teclat, un instrument que Stravinski volia fer servir, i que més tard es coneixeria com a luthéal.
Stravinski fa servir per a aquesta obra el següent conjunt: veus de soprano, mezzo-soprano, tenor, i baix, cor mixt, i dos grups d'instruments de percussió: percussió afinada, que inclou quatre pianos, i percussió no afinada. Aquesta orquestració de Stravinski mostra la seva tendència a despullar les orquestracions, deixant grups de so clars i mecanicistes en la dècada posterior a l'estrena de La Consagració de la Primavera.
Tot recordant l'estrena, Stravinski comentà en 1962 "quan vaig tocar per primer cop Les Noces a Diàghilev ell va plorar, i va dir que havia sigut la més bella i pura creació purament russa del nostre Ballet. Penso que ell va estimar Les Noces més que qualsevol altra obra meva. És per això què li vaig dedicar l'obra."

## Representacions
L'estrena de l'obra es va produir el 13 de juny de 1923, al Théâtre de la Gaîté de París, pels Ballets Russos amb coreografia de Bronislava Nijinska. El conjunt instrumental dels quatre pianos i percussió va ser dirigit per Ernest Ansermet. Actualment l'obra es representa o bé en rus o bé en francès, i alguna vegada en traducció a l'anglès. Stravinski va utilitzar l'anglès en un dels enregistraments que ell va dirigir per a la Columbia Records (va enregistrar per la companyia en 1934 i 1959).
A l'estrena a Londres, l'any 1926, les parts de piano van ser interpretades pels compositors Francis Poulenc, Georges Auric, Vittorio Rieti i Vernon Duke. Per l'enregistrament que Stravinski va dirigir el 1959 amb llibret en anglès, els quatre pianistes van ser els compositors Samuel Barber, Aaron Copland, Lukas Foss, i Roger Sessions.
L'estrena de la 1919 versió de Les noces amb címbal, harmònium, i pianola va tenir lloc el 1981 a París, dirigida per Pierre Boulez.
La Filharmònica de los Angeles va encarregar un arranjament per a orquestra simfònica a Steven Stucky, que va ser estrenat sota la batuta de Esa-Pekka Salonen el 29 de maig de 2008, a Sala de Concerts Walt Disney. L'arranjament manté les parts de percussió escrites per Stravinski mentre reemplaça els quatre pianos per una gran orquestra.
La versió que incloïa pianola, que Stravinski va deixar inacabada, va ser completada, amb permís dels hereus de Stravinski, pel compositor holandès Theo Verbey i estrenada als Països Baixos el 2009.

## Recepció crítica i llegat
Les Noces va rebre crítiques contraposades després de les seves diferents estrenes. Mentre que a l'estrena de París del 1923 va ser rebuda amb entusiasme, a l'estrena a Londres, tres anys més tard, va rebre una resposta tan negativa d'alguns crítics que, segons l'Eric Walter White, “la virulència d'aquests atacs va exasperar [el novel·lista] H. G. Wells, qui el 18 de juny de 1926 va escriure una carta oberta.” La carta de Wells, citada per White, deia: “no conec un altre ballet tan interessant, així com tan divertit, tan fresc i en realitat tan entusiasmant com Les Noces…Aquest ballet és una representació en so i imatges de l'ànima camperola, en tota la seva gravetat, en la seva deliberada i senzilla complexitat, en els seus ritmes subtilment diversos que commouen profundament, una obra que sorprendrà i farà les delícies de cada home o dona intel·ligent que vagi a veure-la.” La reacció airada dels crítics soviètics, com ara Tikhon Khrennikov no va ser cap sorpresa: “En Petruixka i en Les Noces Stravinski, amb la benedicció de Diàghilev, utilitza els costums del poble rus per tal de burlar-se d'ell, tot seguint els interessos de les audiències europees, que anima a emfasitzar el primitivisme asiàtic, la tosquedat i els instints animals, i intencionadament introdueix motius sexuals. Les antigues melodies populars són intencionadament distorsionades com si es veiessin en un mirall corb.”
Tanmateix, el 1929, Boris Assàfiev, un musicòleg menys inclinat a aferrar-se a la "línia de partit", va fer una predicció perspicaç: “La generació jove trobarà en la partitura de Les Noces una font inesgotable de música i de mètodes nous de formulació musical – un veritable ús de domini tècnic.”
El pas del temps de fet ha servit per fer de Les Noces un dels treballs més aconseguits i més originals de Stravinski. El 1988 el músic Stephen Walsh va dir que “tot i que altres obres de Stravinski han gaudit d'un prestigi més gran Les Noces és en molts aspectes la més radical, la més original i presumiblement la més gran de totes elles.”
El compositor britànic Howard Goodall ha comentat sobre la influència de les diferents sonoritats de Les Noces: “Per a altres compositors, però, quan s'acosten gradualment a Les Noces, el seu peculiar so d'imitació primitiu, el seu so ferotge resulta irresistible ... El món sonor de Les Noces és, senzillament, la més imitada de totes les combinacions del segle XX fora dels camps del jazz i de la música popular.” Goodall dona una llista de compositors que han caigut sota la seva influència com ara Orff, Bartók, Messiaen i molts d'altres, incloent compositors de pel·lícules.
En les seves memòries de treball, Lilian Libman, l'agent de Stravinski durant la dècada final de la vida del compositor, recorda l'estima particular que el sentia per la seva obra: "tenia Stravinski alguna obra favorita en el sentit en el que un pare pot tenir un fill favorit?...Penso que va ser Les Noces… la va dibuixar, es podria dir, com no havia fer per cap altre obra. Durant el temps que el vaig conèixer, l'esment de Les Noces mai fallar a produir-li el mateix somriure que el que ell feia quan saludava aquells per qui ell sentia un gran afecte.”

## Selecció d'enregistraments
- Enregistrament de 1934 dirigit per Stravinski amb llibret en anglès, reeditat en CD per EMI com a part de la seva sèrie "Composers in person".
- Robert Craft va enregistrar les versions primerenques de Les noces a començament dels 1970s en un LP de la Columbia Records, amb pianos en comptes de pianoles.
- El conjunt Dmitri Pokrovsky Ensemble va emetre un enregistrament amb molta part de piano seqüenciada via MIDI amb un ordinador Macintosh.
- L'enregistrament recomanable de la BBC és el fet el 1990 per Voronezh Chamber Choir, New London Chamber Choir, Ensemble, James Wood (director) HYPERION CDA 66410.[12]
- Leonard Bernstein va conduir la English Bach Festival Orchestra and Chorus en un enregistrament per a Deutsche Grammophon el 1977, amb Martha Argerich, Krystian Zimerman, Cyprien Katsaris, i Homero Francesch com els pianistes.
- Radio France va enregistrar l'obra el 2011 en un SACD, amb Virginie Pesch, Katalin Varkoniï, Pierre Vaello, i Vincent Menez; Percussions de l'Orchestre Nacional de France & de la SMCQ de Montréal; Chœur de Radio France; René Bosc, director; HARMONIA MUNDI - Musicora; ASIN: B00699QPNM.[13] Aquest enregistrant fa servir la versió de 1923, però reemplaça els pianos amb 2 címbals, un harmònium i una pianola, els instruments especificats a la partitura de la versió 1918/19.

## Coreografia de Nijinska
La interpretació coreogràfica de Nijinska de Les Noces ha estat qualificada protofeminista. Les Noces defuig la naturalesa optimista típica d'un casament, i en el seu lloc dona vida a la naturalesa restrictiva del dret de la dona a contreure matrimoni. El conjunt fosc i ombrívol serveix de fons a un vestuari simple i a moviments rígids. La individualitat de la ballarina és despullada a distància en la coreografia de Nijinska, i així es presenten els actors sobre un recorregut predeterminat, tal com el matrimoni era considerat, com la manera preconcebuda de mantenir i fer créixer la comunitat. La coreografia traspua simbolisme, amuntegades, les dones colpegen repetidament terra amb les seves sabates de punta amb intensitat rígida, com si anés a explicar la història de la seva lluita i la reverència final. La cultura camperola de Rússia i el sentit del deure que evoca en la seva gent està representat en l'obra de Nijinska.